# Maarten Wisse
Maarten Wisse (Middelburg, 1973) is een Nederlandse theoloog, hoogleraar en schrijver.
Wisse groeide op binnen de Gereformeerde Gemeenten, studeerde theologie aan de Rijksuniversiteit Utrecht en promoveerde daar op het onderwerp Schriftgezag. Vervolgens deed hij in Heidelberg onderzoek naar de triniteitsleer, speciaal met betrekking tot Augustinus. Dit project vervolgde hij aan de Katholieke Universiteit in Leuven, waarna hij in 2009 universitair docent aan de Vrije Universiteit werd. Verder werd hij in 2011 docent aan de Eberhard-Karls-Universiteit in Tübingen. Daar behaalde hij in 2011 ook een habilitation, een tweede Duitse academische graad waarmee hij toegang kreeg tot het college van hoogleraren.
De theoloog publiceerde verschillende boeken en artikelen. In oktober 2013 baarde hij opzien met het boek Zo zou je kunnen geloven. In zijn boek belicht Wisse de betekenis van de verschillende vormen van christendom, zonder expliciet te vragen naar de waarheid ervan. Het boek werd genomineerd door de IKON voor de Theologie-publicatieprijs.
In verschillende publicaties waarschuwde Wisse voor moderne theologie en haar universalisme, dat ervan uitgaat dat ieder mens gered wordt. Volgens Wisse zou het dan niet meer uitmaken hoe een mens leeft en gelooft. Een ander gevaar ziet hij in het arminianisme, waarin God afhankelijk wordt van de keuze van mensen, een idee dat met name voorkomt in de evangelicale theologie.
Per 1 september 2017 is Wisse hoogleraar Dogmatiek aan de Protestantse Theologische Universiteit. Hij volgde Jan Muis op, die met pensioen ging. Met ingang van het collegejaar 2021-2022 was hij rector van de Protestantse Theologische Universiteit. Wisse stapte in februari 2024 op als rector omdat zijn "stijl van leidinggeven niet goed past bij wat binnen de PThU" nodig was. Onder leiding van Wisse viel het besluit om de universiteit te verplaatsen naar Utrecht.

## Publicaties
- 2003 - Scripture between identity and creativity: A hermeneutical theory building upon four interpretations of Job
- 2011 - Trinitarian Theology Beyond Participation
- 2013 - Zo zou je kunnen geloven
- 2019 - De Bijbel in het midden. Het geloofsgesprek te midden van verschillen
- 2023 - Geroepen door Christus. Een theologie van de ambten

- Bibsys: 9040583
- Bibliothèque nationale de France: cb161679833 (data)
- Gemeinsame Normdatei: 14289611X
- International Standard Name Identifier: 0000 0001 1620 8955
- Library of Congress Control Number: no2008172584
- Nationale Bibliotheek van Israël: 987007337206405171
- Nederlandse Thesaurus van Auteursnamen: 27415322X
- Système universitaire de documentation: 137528795
- Virtual International Authority File: 36746910
- WorldCat: E39PBJgXcj4RPmv8FTPg7MCRKd